# Rock and Roll Heart
Rock and Roll Heart (с англ. — «Рок-н-ролльное сердце») — седьмой сольный студийный альбом американского музыканта Лу Рида, выпущенный в октябре 1976 года на лейбле Arista.

## Производство
Альбом стал первой пластинкой Лу Рида, выпущенным на лейбле Arista, контракт с которым спас Рида от банкротства. Автором обложки выступил фотограф Мик Рок.

## Список композиций
Все песни были написаны Лу Ридом.
| №  | Название              | Длительность |
| -- | --------------------- | ------------ |
| 1. | «I Believe in Love»   | 2:46         |
| 2. | «Banging on My Drum»  | 2:11         |
| 3. | «Follow the Leader»   | 2:13         |
| 4. | «You Wear It So Well» | 4:52         |
| 5. | «Ladies Pay»          | 4:22         |
| 6. | «Rock and Roll Heart» | 3:05         |

| №                   | Название                     | Длительность |
| ------------------- | ---------------------------- | ------------ |
| 1.                  | «Chooser and the Chosen One» | 2:47         |
| 2.                  | «Senselessly Cruel»          | 2:08         |
| 3.                  | «Claim to Fame»              | 2:51         |
| 4.                  | «Vicious Circle»             | 2:53         |
| 5.                  | «A Sheltered Life»           | 2:20         |
| 6.                  | «Temporary Thing»            | 5:13         |
| Общая длительность: | Общая длительность:          | 37:42        |

## Позиции в хит-парадах
Еженедельные чарты:
| Хит-парад (1976)              | Высшая позиция | Пребывание в чарте |
| ----------------------------- | -------------- | ------------------ |
| Австралия (Kent Music Report) | 68             | нет данных         |